# Pawłowka (rejon kujurgaziński)
Pawłowka (ros. Павловка) – wieś (dieriewnia) w Rosji, w Baszkortostanie, w rejonie kujurgazińskim. W 2010 liczyła 235 mieszkańców.